# Michel Crucis
Michel Jules Albert Crucis, né le 4 janvier 1922 à Trélon (Nord), et mort à La Roche-sur-Yon (Vendée) le 10 septembre 2012, docteur en droit, conseiller juridique et fiscal, est un homme politique français.

## Biographie
Fils de Jean Crucis, industriel, et de Madeleine Lixon, il est avocat au barreau de la Roche-sur-Yon de 1948 à 1953 puis devient conseiller juridique et fiscal à partir de 1954. En août 1947, il épouse Anne-Marie Rochereau (1923-2010), la fille d'Henri Rochereau, ancien député de la Vendée. Conseiller général et maire de Chantonnay, il est le maire ayant administré le plus longtemps la ville. 
Après avoir été une première fois candidat sans succès en 1951, Michel Crucis est élu député dans la 4e circonscription de la Vendée en 1958 sous l'étiquette Indépendants et paysans, en battant le candidat démocrate-chrétien Lionel de Tinguy du Pouët. Il est alors nommé membre du Sénat de la Communauté. Il appelle à voter non lors des référendums du 8 janvier 1961 sur l'autodétermination de l'Algérie et du 8 avril 1962 sur l'approbation des accords d'Évian.
Battu par Lionel de Tinguy du Pouët (MRP) en 1962, il est ensuite sénateur de la Vendée, de 1977 à 1995. Il est membre de la commission des affaires sociales, puis à partir d'octobre 1983, de la commission des affaires étrangères. Il ne se représente pas en 1995, et il se retire de la vie politique.
Il est pendant 18 ans président du conseil général de la Vendée. Il est remplacé à ce poste par Philippe de Villiers.
une rue porte son nom à Chantonnay. 

## Mandats
- Maire de Chantonnay (1953-1995)
- Député de Vendée (1958-1962), CNIP
- Conseiller régional des Pays de la Loire (1972-1988)
- Sénateur de Vendée (1977-1995), RI
- Conseiller général du canton de Chantonnay (1951-1988)
- Président du conseil général de la Vendée (1970-1988)

## Distinctions
- Officier de la Légion d'honneur
- Chevalier de l'ordre des Palmes académiques

## Sources
- Blancs, bleus, rouges, histoire politique de la Vendée, 1789-2002, par Yves Hello, Geste éditions, 2004